# Żuków Górny
Żuków Górny (cz. Horní Žukovⓘ, niem. Ober-Zukau, Ober-Žukau) – część miasta Czeskiego Cieszyna w kraju morawsko-śląskim, w powiecie Karwina w Czechach. Jest to także gmina katastralna o powierzchni 649,59 ha. Położona około 5 kilometrów na południowy zachód od centrum miasta. Populacja w 2001 wynosiła 694 osoby, zaś w 2010 odnotowano 320 adresów.

## Historia
Żuków to jedna z najstarszych miejscowości na Śląsku Cieszyńskim. Miejscowość została po raz pierwszy wzmiankowana jako Zukow w 1229 roku, w bulli papieża Grzegorza IX dla benedyktynów tynieckich, zatwierdzającej ich posiadłości w okolicy Orłowej. W 1268 powstał klasztor Benedyktynów w Orłowej, który odtąd miał prawo do pobierania dziesięcin w Żukowie. W 1281 wymieniony został tutejszy proboszcz imieniem Gerard.
Wieś politycznie znajdowała się początkowo w granicach piastowskiego (polskiego) księstwa opolsko-raciborskiego. W 1290 w wyniku trwającego od śmierci księcia Władysława opolskiego w 1281/1282 rozdrobnienia feudalnego tegoż księstwa powstało nowe Księstwo Cieszyńskie, w granicach którego znalazł się również Żuków jako własność książęca. Od 1327 Księstwo Cieszyńskie stanowiło lenno Królestwa Czech, a od 1526 roku w wyniku objęcia tronu czeskiego przez Habsburgów wraz z regionem aż do 1918 roku w monarchii Habsburgów (potocznie Austrii).
Źródło historyczne z 1626 wspomina poprzedni dokument, z którego wynika że już w 1523 istniał podział na Żuków Dolny i Żuków Górny. Podział ten nastąpił w nieznanym czasie, wiadomo jednak że wydzielona część ziemi z Żukowa (odtąd Dolnego) utworzyła nową wieś – [Żuków Górny. Żuków Dolny pozostawał odtąd wsią książęcą, natomiast Żuków Górny – szlachecką, w połowie XV wieku siedział tu szlachcic Burhard.
Według austriackiego spisu ludności z 1910 roku Żuków Górny miał 859 mieszkańców, z czego 856 było zameldowanych na stałe, 846 (98,8%) było polsko- a 10 (1,2%) niemieckojęzycznymi, 322 (37,5%) było katolikami, 533 (62,1%) ewangelikami, 3 (0,4%) wyznawców judaizmu a 1 (0,1%) innej religii lub wyznania.
W granicach administracyjnych Czeskiego Cieszyna znajduje się od 1975.

## Urodzeni w Żukowie Górnym
- Adam Sikora – polski księgarz i urzędnik, fundator parku w Cieszynie.
- Karol Junga – poseł na Sejm Ustawodawczy.
- Karol Pawlica – polski patriota, agronom, „Samuraj z Nieborów”, dyplomata.